# Clawson, Hose and Harby
Clawson, Hose and Harby är en civil parish i Storbritannien.   Den ligger i grevskapet Leicestershire och riksdelen England, i den sydöstra delen av landet, 160 km norr om huvudstaden London. Orten har 2 577 invånare (2011).